# Onthophagus kentingensis
Onthophagus kentingensis là một loài bọ cánh cứng trong họ Bọ hung (Scarabaeidae).